# Royale Entente sportive Couvin-Mariembourg
 (juillet 2023).
Actualités
Dernière mise à jour : 6 août 2018.
La Royale Entente Sportive Couvin-Mariembourg est un club de football belge basé à Mariembourg, et porteur du matricule 248. Le club évolue en Division 3 Amateur lors de la saison Championnat de Belgique de football D5 2023-2024. C'est sa 18e saison dans les séries nationales, toutes jouées à ce niveau. Il tire son nom actuel d'une fusion survenue en 1992 entre le Royal Football Club Avenir couvinois et l'Étoile sportive mariembourgeoise.
Au terme de la saison 2018-2019, la RESCM fusionne avec la Jeunesse Sportive Fraire (matricule 8461), un cercle fondé le 29 mai 1976 dans une commune voisine et affilié à l'URBSFA le 16 juillet suivante. Le matricule 248 prend alors l'appellation de (Royale) Entente Sportive Couvin-Mariembourg-Fraire. Mais cette appellation ne dure pas longtemps et en vue de la saison 2022-2023, le nom de la localité de Fraire disparaît de l'appellation usuelle.

## Histoire
Le Football Club Avenir couvinois est fondé le 15 juin 1922 dans la ville de Couvin. Il s'affilie à l'Union belge le 25 octobre de la même année, et débute en championnat au plus bas niveau régional. En décembre 1926, le club reçoit le matricule 248. Le 16 juin 1956, le club reçoit le titre de « Société Royale », et adapte son nom en Royal Football Club Avenir couvinois. Quelques jours plus tard, le 1er août, l'Étoile sportive mariembourgeoise voit le jour dans la commune voisine de Mariembourg. Ce club s'affilie à l'Union Belge le 18 octobre et reçoit alors le matricule 5984. Les deux clubs évoluent tous deux dans les séries provinciales namuroises jusqu'en 1992. Le 1er juillet 1992, les deux entités décident de fusionner et forment la Royale Entente sportive Couvin-Mariembourg. Le club fusionné s'installe à Mariembourg et conserve le matricule 248 de Couvin, le 5984 de Mariembourg étant radié par la Fédération.
Avec cette fusion, le nouveau comité directeur ambitionne de rejoindre au plus vite la Promotion, le quatrième niveau national. C'est chose faite en 1999, quand le club remporte le championnat de première provinciale. L'expérience est de courte durée, le club étant directement relégué à la suite de sa quinzième place au classement final. Il revient en Promotion en 2002, et cette fois, le club se maintient rapidement, et termine septième. Il confirme les saisons suivantes, terminant sixième, puis quatrième en 2005, ce qui lui permet de décrocher une place au tour final pour la montée en Division 3. Il y est néanmoins battu dès le premier tour par Rupel Boom et n'est donc pas promu.
Couvin-Mariembourg lutte contre la relégation jusqu'à quelques journées de la fin du championnat la saison suivante, puis réalise encore deux bonnes saisons conclues dans le sub-top. En 2009, cependant, il termine quatorzième et relégué, à 1 point de Couillet, treizième et barragiste. Après sept saisons consécutives en Promotion, le club est renvoyé en première provinciale. Il y remporte le titre la saison suivante, ce qui lui permet de revenir en nationales directement. Ce retour ne dure qu'une saison, le club terminant de nouveau quatorzième, il doit redescendre vers les séries provinciales en 2011. Deux ans plus tard, le club remonte en Promotion à la faveur du tour final interprovincial.

### Après la réforme du championnat
Le club évolue trois saisons en Promotion et peut s'enorgueillir d'une 4e place finale dans sa série lors de la dernière saison avant la réforme du système pyramidal du football belge. Implantés en 2016, ces changements amènent la constitution d'une 3e division à série unique (D1 Amateur) et la réduction de la 4e division (D2 Amateur) à trois séries (deux néerlandophones et une francophone). Une 5e division nationale est créé sous l'appellation D3 Amateur. En raison de son bon classement, le matricule 248 se maintient au 4e niveau, devenu la D2 Amateur. Mais il est victime du nouveau règlement et doit descendre en fin d'exercice 2016-2017. En raison du trop grand nombre de relégués francophone depuis la D1 Amateur, un quatrième club doit descendre de D2 Amateur.

### Remontée grâce au R. FC de Liège
En D3 Amateur, la RESCM se classe 5e de sa série, mais à remporter "une période", ce qui lui donne accès au tour final. Vainqueur au R. CS Onhaye (2-3), Couvin-Mariembourg est ensuite battu à l'URSL Visé (2-0). Une petite finale de "repêchage" est organisée pour établir un classement. Le 20 mai 2018, le matricule 248 s'impose à la RJ Aischoise (1-3). Étant donné qu'en cette fin de saison, le R. FC de Liège remporte le "Tour final D1 Amateur" et peut donc monter dans cette division, la RESCM est repêchée pour occuper la place libérée en D2 Amateur. En l'espace de deux saisons, le club a donc été victime puis bénéficiaire du nouveau système mis en place.
En  2018-2019, Couvuin-Mariembourg assure son maintien avec une dixième place. Juste avant le championnat 2019-2020, le club fusionne avec la Jeunesse sportive Fraire, un cercle fondé en 1976 et porteur du matricule 8461. L'entité conserve le matricule 248 et prend le nom de (Royale) Entente Sportive Couvin-Mariembourg-Fraire en abrégé RESCMF. Quand les compétitions sont interrompues en raison de la crise du Covid-19, le club occupe un modeste 12e rang, mais synonyme de maintien dans une "D4" qui prend le nom de "Nationale 2 ACFF".
L'exercice 2021-2022 est plus compliquée pour le club fagnard qui ne peut éviter la relégation au 5e niveau, en dépit d'un trop léger et surtout trop tardif redressement pendant la dernière des trois périodes de 10 matchs.

## Anciens logos

ancien logo employé jusqu'en juillet 2019

## Résultats dans les divisions nationales
Statistiques mises à jour le 2 décembre 2020 (terme de la saison 2019-2020)

### Bilan
| Niv | Divisions     | Jouées | Titres | TM Up | TM Down |
| --- | ------------- | ------ | ------ | ----- | ------- |
| I   | 1re nationale | 0      | 0      |       |         |
| II  | 2e nationale  | 0      | 0      |       |         |
| III | 3e nationale  | 0      | 0      |       |         |
| IV  | 4e nationale  | 15     | 0      | 2     |         |
| V   | 5e nationale  | 1      | 0      | 1     |         |
|     |               |        |        |       |         |
|     | TOTAUX        | 16     | 0      | 3     | 0       |

- TM Up : test-match pour départager des égalités, ou toutes formes de Barrages ou de Tour final pour une montée éventuelle.
- TM Down : test-match pour départager des égalités, ou toutes formes de Barrages ou de Tour final pour le maintien.

### Classements saison par saison
| Ordre               | Saison  | Nom du club            | Niveau                          | Classement final | Remarques            |
| ------------------- | ------- | ---------------------- | ------------------------------- | ---------------- | -------------------- |
| 1                   | 1999-00 | RES Couvin-Mariembourg | Promotion série D               | 14e/16           | Relégué              |
| séries provinciales |         |                        |                                 |                  |                      |
| 2                   | 2002-03 | RES Couvin-Mariembourg | Promotion série D               | 7e/16            |                      |
| 3                   | 2003-04 | RES Couvin-Mariembourg | Promotion série D               | 6e/16            |                      |
| 4                   | 2004-05 | RES Couvin-Mariembourg | Promotion série D               | 4e/16            | Tour final           |
| 5                   | 2005-06 | RES Couvin-Mariembourg | Promotion série D               | 11e/16           |                      |
| 6                   | 2006-07 | RES Couvin-Mariembourg | Promotion série D               | 5e/16            |                      |
| 7                   | 2007-08 | RES Couvin-Mariembourg | Promotion série D               | 6e/16            |                      |
| 8                   | 2008-09 | RES Couvin-Mariembourg | Promotion série A               | 14e/16           | Relégué              |
| séries provinciales |         |                        |                                 |                  |                      |
| 9                   | 2010-11 | RES Couvin-Mariembourg | Promotion série D               | 14e/16           | Relégué              |
| séries provinciales |         |                        |                                 |                  |                      |
| 10                  | 2013-14 | RES Couvin-Mariembourg | Promotion série D               | 7e/16            |                      |
| 11                  | 2014-15 | RES Couvin-Mariembourg | Promotion série D               | 9e/16            |                      |
| 12                  | 2015-16 | RES Couvin-Mariembourg | Promotion série D               | 4e/16            | Reste au 4e niveau   |
| 13                  | 2016-17 | RES Couvin-Mariembourg | Division 2 Amateur ACFF         | 13e/16           | Relégué              |
| 14                  | 2017-18 | RES Couvin-Mariembourg | Division 3 Amateur ACFF série C | 5e/16            | Promu via tour final |
| 15                  | 2018-19 | RES Couvin-Mariembourg | Division 2 Amateur ACFF         | 10e/16           |                      |
| 16                  | 2019-20 | RES Couvin-Mariembourg | Division 2 Amateur ACFF         | 12e/16           |                      |
| 17                  | 2020-21 | RES Couvin-Mariembourg | Nationale 2 ACFF                | .../17           |                      |